# Australian Journal of Entomology
Austral Entomology (fostă Australian Journal of Entomology) este o peer-reviewed revistă științifică publicată de  Wiley în numele Societății Entomologice Australiene. redactorul-șef este dr. Richard V Glatz.
Entomologia australă este publicația emblematică a Societății și promovează studiul biologiei, ecologiei, taxonomiei și controlului insectelor și arahnidelor într-un context din emisfera sudică.